# Beigestrupig todityrann
Beigestrupig todityrann (Hemitriccus rufigularis) är en fågel i familjen tyranner inom ordningen tättingar.

## Utseende och läte
Beigestrupig todityrann är en liten tyrann med olivgrönt på rygg och vingar, beige på huvud och bröst samt ljustgrått på buken. I södra delen av utbredningsområdet kan den uppvisa svag streckning på undersidan. Lätet består av vassa "weep" som avges lugnt eller i snabbare utbrott.

## Utbredning och systematik
Fågeln förekommer i  Andernas östsluttning i Ecuador, Peru och västra Bolivia. Den behandlas som monotypisk, det vill säga att den inte delas in i några underarter.

### Familjetillhörighet
Arten placeras traditionellt i familjen tyranner. DNA-studier visar dock att Tyrannidae består av fem klader som skildes åt redan under oligocen,, varför vissa auktoriteter behandlar dem som egna familjer. Beigestrupig todityrann med släktingar bryts då ut till familjen Pipromorphidae.

## Levnadssätt
Beigestrupig todityrann hittas i högvuxen och ostörd molnskog. Den påträffas vanligen ensam när den aktivt jagar insekter i skogens nedre och mellersta skikt.

## Status och hot
Arten har ett stort utbredningsområde, men tros minska i antal, dock inte tillräckligt kraftigt för att den ska betraktas som hotad. Internationella naturvårdsunionen IUCN listar arten som livskraftig (LC). Beståndet uppskattas till i storleksordningen 120 000 till 140 000 vuxna individer.